# Кропивна (Золотоніський район)

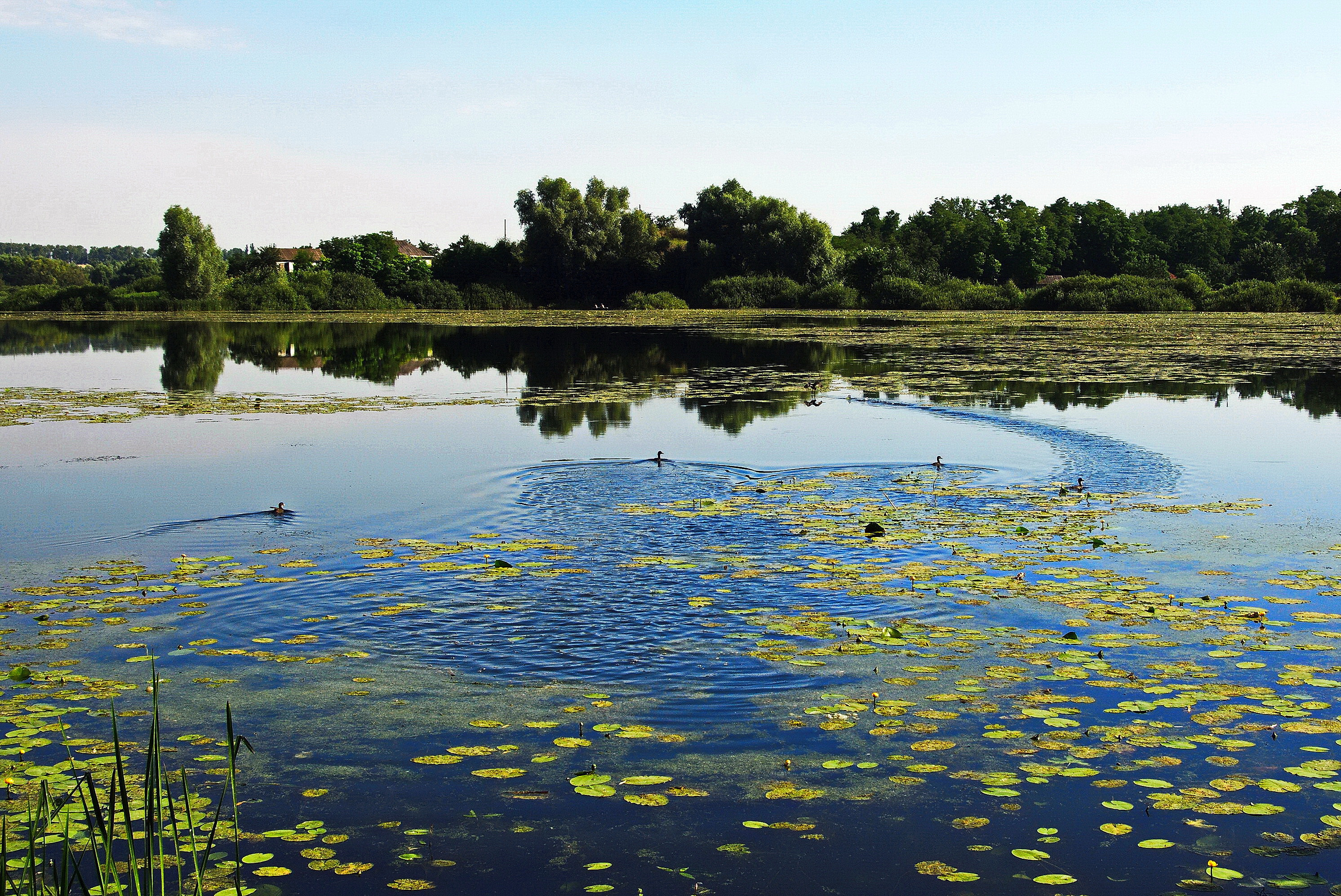
Річка Кропи́вна в с. Кропивна

Кропи́вна — село в Україні, у Золотоніському районі Черкаської області. Входить до складу Золотоніської міської громади. На гербі зображена кропива водяна, тому він є промовистим.
За Гетьманщини була сотеним і полковим центром та мала статус містечка.

## Географія
Село розташоване на річці Кропивна за 11 км на південний схід від районного центру — міста Золотоноша та за 9 км від залізничної станції Золотоноша.

## Символіка
Герб та прапор села Кропивна були затверджені 22.09. 2023 року на сесії № 34-4/VIII Золотоніської міської ради.

### Герб
У лазуровому полі над срібною хвилястою базою, обтяженою двома зеленими стеблами кропиви водяної (Geratophyllum demersum L.), з'єднаних кінцями й вигнутих відповідно базі, у главі срібна увігнута фортечна стіна у вигляді палісаду із воротами, між двома баштами з чорними бійницями, що супроводжується унизу червленим серцем, тонко облямованим сріблом, над золотим лапчатим хрестом.
Щит увінчаний червленою мурованою сріблом короною з двома зубцями. Під щитом хрестоподібно покладені золоті булава та пірнач, які оповиті срібною стрічкою з написом на ній унизу лазуровими буквами «КРОПИВНА».

### Прапор
Прямокутне лазурово-біле полотнище з співвідношенням ширини до довжини 2:3, з розповсюдженням на всю його поверхню композиції щита герба села Кропивна та Кропивнянського старостинського округу, що відтворює композицію фігур герба, виконану лазуровим, білим, червоним, жовтим та зеленим кольорами. Зворотна сторона полотнища дзеркально відтворює лицьову.

## Історія

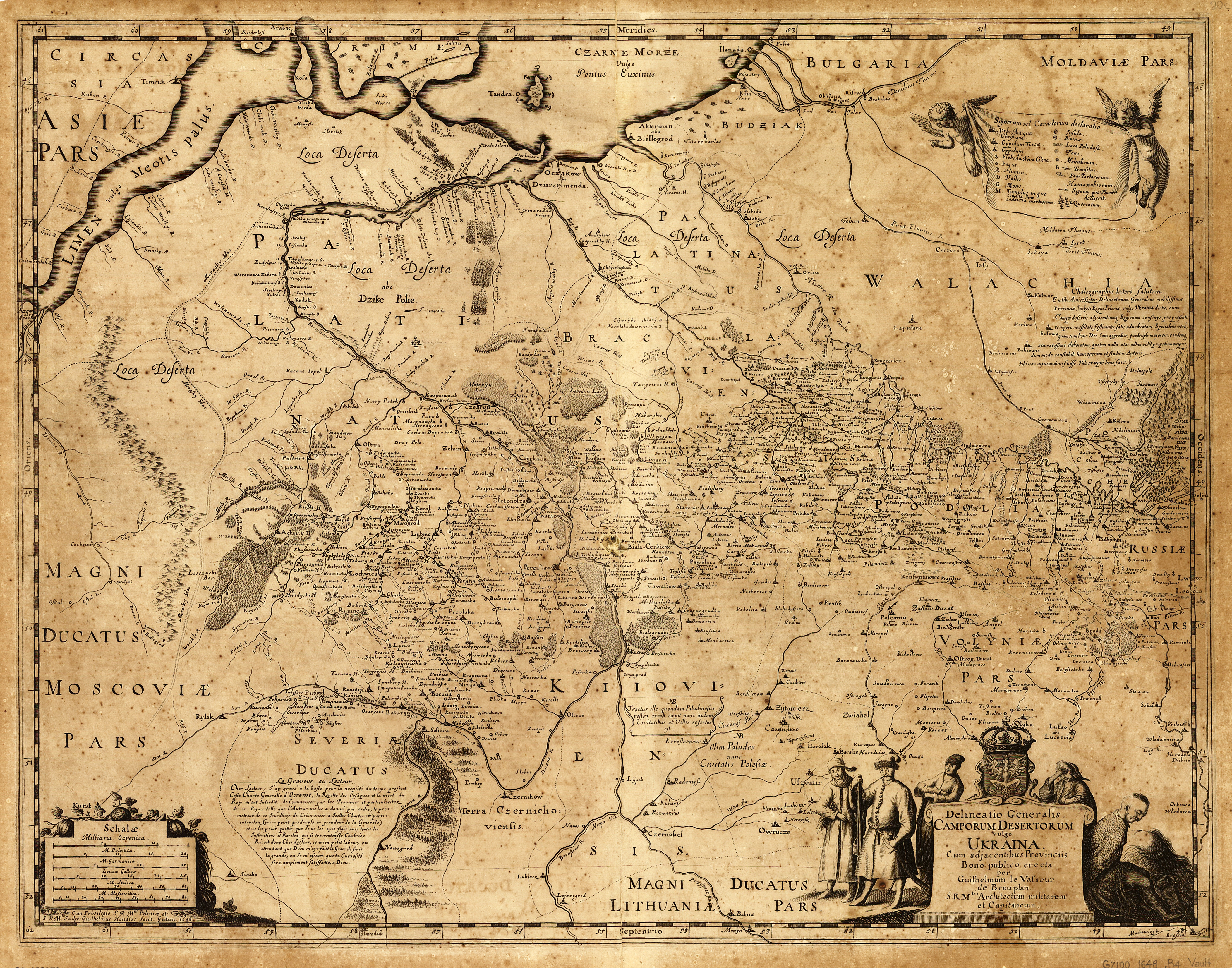
Кропивна (Kropiwna) на загальній карті України Гійома Боплана 1648 року

Перші документальні згадки про село датуються 1615 роком у «Люстрації королівських маєтностей». Кропивна ввійшла в історію як славне козацьке полкове містечко.
Ще у 1630-х роках Кропивна стала центром створеної Кропивнянської сотні у складі Переяславського полку. У 1648 році сотня стала основою для формування окремого Кропивнянського полку, що складався із 14 сотень і нараховував 2013 козаків.
Під час Визвольної війни 1648—1657 років Кропивна перейшла під контроль гетьманського уряду. Кропивнянські козаки брали участь на боці Франції в 1646 році у відбитті в іспанців фортеці Дюнкерк.
Кропивна мала власний герб, відомий з початку 1771 року: у щиті увінчане короною серце, під яким хрест. Кропивнянські полковник Филон Джалалій і осавул Нестор Морозенко були вірними побратимами Богдана Хмельницького та відіграли важливу роль в історії України. Під час франко-російської війни тут було сформовано 4-й козацький полк.
На 1779 році Мистечко Кропивна мала 3 церкви:Преображенську, Благовіщенську та Успенську
З ліквідацією сотенного устрою містечко Кропивна перейшло до складу Золотоніського повіту Київського намісництва.
За описом Київського намісництва 1781 року в Кропивні було 380 хат. За описом 1787 року в містечку проживала 1031 душа. Було у володінні різного звання «казених людей», козаків і власників: таємного радника, сенатора Миколи Неплюєва, колезького асесора Івана Андрієвського-Синєокова, осавула полкового Афанасія Левицького .
Село є на мапі 1787 року.
У XIX столітті Кропивна — центр Кропивянської волості Золотоніського повіту Полтавської губернії.
У 1842 році у Кропивні відкрито земську школу. Станом на 1885 рік було 2 020 мешканців, 380 господарств, базар, чотири ярмарки, 16 вітряків, водяний млин, дві олійниці, кузня.
З радянською колективізацією, у 1928 році на території села створено три колгоспи.
У роки німецько-радянської війни на фронтах загинуло 249 кропивнян, на честь яких встановлено обеліск Слави. З села в Німеччину було вивезено 206 осіб. 167 кропивнян нагороджено бойовими орденами і медалями. 25 вересня 1943 року Кропивну відвойовано у нацистів.
1950 року колгоспи об'єднали в одне господарство «Зоря комунізму», головою якого було обрано Приходька Михайла Івановича.
Станом на 1972 рік в селі мешкало 1 782 громадяни. Працював колгосп імені Жданова, який мав в користуванні 4,3 тисяч га сільськогосподарських угідь, у тому числі 3,9 га орної землі. Господарство вирощувало зернові культури, було розвинуте тваринництво, працювали 2 млини, цегельня, лісопильня. На той час у селі діяли середня школа, клуб на 300 місць. бібліотека з фондом 6,8 тисяч книг, фельдшерсько-акушерський пункт, пологовий будинок, 3 дитячих ясел, 3 крамниці, відділення зв'язку.

## Населення
Населення — 1261 чоловік (на 2001 рік).

### Мова
Розподіл населення за рідною мовою за даними перепису 2001 року:
| Мова            | Кількість | Відсоток |
| --------------- | --------- | -------- |
| українська      | 1223      | 96.99%   |
| російська       | 31        | 2.46%    |
| білоруська      | 5         | 0.40%    |
| інші/не вказали | 2         | 0.15%    |
| Усього          | 1261      | 100%     |

## Сучасність
Нині в селі розташовані два сільськогосподарські підприємства: ТОВ «Кропивна» та СВК «Струмок», у користуванні яких — 3 964 га орної землі. Функціонує Кропивнянська спеціалізована ЗОШ з поглибленим вивченням окремих предметів, у якій навчається понад 200 дітей. Відкрито Дитячий будинок для дітей шкільного віку, де проживають діти-сироти та діти, позбавлених батьківського піклування.
Кропивна має Будинок культури, сільську бібліотеку, фельдшерсько-акушерський пункт, дитячий садок, заклади торгівлі різних форм власності, відділення зв'язку та Ощадного банку України. Село телефонізовано, радіофіковано, газифіковано. Діє сільська церква, релігійна громада православної церкви.

## Відомі люди
У селі народились:
- Шульга Ілля Максимович (1878—1938) — маляр-реаліст.

Поховані:
- Макаревич Дмитро Анатолійович (1997—2022) — старший солдат Державної прикордонної служби України, учасник російсько-української війни.